# NeverAwake
『NeverAwake』（ネバーアウェイク）は、ネオトロが開発しPhoenixxより発売されたゲームソフト。ジャンルはシューティングゲーム。
2022年9月28日にSteam版が配信。コンソール機版として2023年1月19日にNintendo Switch・PlayStation 5・PlayStation 4版が発売、同年6月29日にXbox Series X/S版が発売（PlayStation 5版とXbox Series X/S版はダウンロード専売）。
続編となる『NeverAwake FLASHBACK』についても本項で扱う。

## 概要
『VRITRA』などを手掛けたネオトロによるシューティングゲーム。
「ツインスティックシューター」と称した、移動と攻撃をアナログスティックに割り振った操作システムを採用。またアイテム装備による多彩なパワーアップや1ループを短くしてリプレイ性を高めることでシューティングゲームの初心者から上級者まで楽しめるゲームデザインがアピールされている
「少女の見る悪夢」を舞台とした、野菜や犬、歯医者といった少女の嫌いなものが敵となって登場するダークファンタジー調の世界観も特徴。

## ゲームシステム
シューティングゲームとしての様式はサイドビュー視点・横スクロール型が採られているが、スクロール方向は縦や斜め、逆スクロールなど多彩なものとなっている。
基本操作
左側スティックで「レム」を操作し、右側スティックでショット攻撃を行う。敵がいる方向へ自動的に攻撃するオートエイム機能も実装されている。
左側トリガーボタンで無敵回避移動のダッシュ、右側トリガーボタンで特殊攻撃が発動。
ステージ攻略の流れ
敵を撃破することで出現する「ソウル」と呼ばれるアイテムを収集、収集率100%でステージクリアとなる。クリア時に獲得ソウルに累計したソウルマネーが加算される。
ステージは8つのワールドと10のステージで構成され、各ワールドのステージ10をクリアすることで次のワールドへ進める。
ワールドごとにすべてのステージをクリアすると「OMOIDE CHALLENGE」が解放、これをクリアすることで「アルバム」の項目に写真が追加され、本作のバックストーリーが明かされていく。
アクセサリ
ソウルマネーを消費して購入するパワーアップアイテム。本作はステージ中でのパワーアップはなく、強化はインターミッションのメニューでアクセサリを装備する方式となっている。
特殊攻撃用のトリガーアクセサリとパッシブ効果を持つ強化系アクセサリに大別され前者は1種のみ、後者はスロット分まで装備可能。

## 登場キャラクター
レム
本作のプレイヤーキャラクター。悪夢の中で戦い続けている。
少女
現実世界のレム。ある理由から病院のベッドで眠り続けている。

## コラボレーション
2023年6月29日配信のアップデートにより、以下のインディーゲーム作品とのコラボレーション武器が追加された。
- リフレクター（DRAINUS）
- あたまなげ（ElecHead）
- たいようけん（GRAND CROSS: ReNOVATION）
- エメラルドヴァジュラ（VRITRA HEXA）
- シューフォーカプセル（シューフォーズ）

## 評価
- 2022年8月開催の「BitSumit X-Roads」において最優秀賞となる“VERMILION GATE AWARD/ 朱色賞＜大賞＞”を受賞[4]。
- 『週刊ファミ通』クロスレビューにおいてゴールド殿堂に認定[5]。

## NeverAwake FLASHBACK
『NeverAwake FLASHBACK』（ネバーアウェイク フラッシュバック）は、ネオトロが開発しPhoenixxよりSteam上にて2025年秋期に配信予定のゲームソフト。
『NeverAwake』の続編であり、内容は同作のエンディング後の物語を描くローグライト型のアクションシューティングゲーム。当初は『NeverAwake』のDLCコンテンツとして開発が進められていたが、独立したタイトルとしてリリースされることとなった。